# Gusiew (stacja kolejowa)
Gusiew – stacja kolejowa w Gusiewie, w obwodzie królewieckim, w Rosji. Znajdują się tu 3 perony.